# Euromobil
EUROMOBIL este un program interactiv multimedia de informare și învățare a limbii pentru nouă limbi europene. Proiectul a fost lansat în 1999 cu scopul de a susține mobilitatea studenților. EUROMOBIL a fost realizat cu suportul Comisiei Europene (Socrates/Lingua2). EUROMOBIL poate fi folosit atât ca suport pentru studiul individual, cât și ca suport pentru predare. Cu ajutorul programelor offline (cu linkuri către web) studenții se pot pregăti pentru stagii de studiu în străinătate, incluzând situațiile de zi cu zi în țara gazdă.

## Programele EUROMOBIL și nivelele de cunoaștere a limbii
Limbile vizate sunt ceha, engleza, finlandeza, franceza, germana, maghiara, poloneza și româna. Programele EUROMOBIL au fost create pe baza unei analize de necesități și în strânsă cooperare cu studenții. În consecință, programele pentru limbi diferite diferă ca nivel, conținut și deprinderi
vizate, în funcție de nevoile specifice ale studenților de schimb din țările respective.
În 2005 a fost lansat EUROMOBIL 2 pentru a extinde programele existente cu încă cinci noi limbe europene: franceză, cehă, poloneză, portugheză și română. Manager al proiectului EUROMOBIL 2 a fost matematicianul Liviu Petrișor Dinu.

### Programele pentru începători
- Limbi: Cehă, Finlandeză, Maghiară, Poloneză, Română
- Scopuri: informarea cu privire la limba și țara de destinație, pregătirea pentru studiul în străinătate și pentru situațiile de zi cu zi în această țară

- Conținut specific pentru fiecare țară: studii, servicii, timp liber, bibliotecă (programul Finlandez), carte de călătorii (programul maghiar)
- Activități: exersare de vocabular și expresii, exersarea capacității de a înțelege limba vorbită sau scrisă, dezvoltarea capacității de a scrie și a vorbi (programul finlandez), exerciții de discuție pe forumul EUROMOBIL
- Engleza ca limbă suport

### Programele pentru avansați
- Limbi: Engleză, Franceză, Germană, (activități pentru începători și pentru nivel intermediar sunt prezente în programul francez)
- Scopuri: instrumente pentru urmarea cu ușurință a cursurilor universitare în limba țării gazdă
- Conținut specific pentru fiecare țară: sfaturi pentru studii, derularea cursurilor, seminariilor, examenelor (programele german și englez); sosirea la universitate, sejurul, examenele și plecarea (programul francez)
- Activități: capacitatea de a întelege limba vorbită și scrisă, exersarea vocabularului și a strategiilor de interacționare, evaluarea comunicării verbale, discuții (pe forumul EUROMOBIL), scris și vorbit

- Monolingv

Programele pentru începători includ numeroase scurte înregistrari audio și video. Activitățile pentru avansați se bazează pe înregistrări video autentice și semi-autentice cu accent pe exersarea capacităților de comunicare orală.